# Clã Koyamada
O clã Koyamada (小山田氏, Koyamada-shi) foi um dos clãs do Japão.
O clã Koyamada se localizava no domínio de Satsuma, um dos mais poderosos feudos do Japão no Período Edo e teve um grande papel na Restauração Meiji e no governo Meiji que se seguiu.